# Herb Geller
Herbert Arnold (Herb) Geller (Los Angeles, 2 november 1928 – Hamburg, 19 december 2013) was een Amerikaans jazzsaxofonist, klarinettist, fluitist, componist en arrangeur. 
In 1949 trok Geller voor het eerst naar New York. Hij speelde er bij Jack Fina, Claude Thornhill, Jerry Wald en Lucky Millinder. In deze periode leerde hij ook zijn latere echtgenote en muzikale partner kennen, Lorraine Walsh. Na drie jaar New York ging Geller in 1952 bij het Billy May orchestra spelen. 
De opkomst van de lp bezorgde jazzmusici meer werkgelegenheid, bij verschillende ensembles, en de West Coast Jazz won aan populariteit. Geller ging spelen en opnemen met Shorty Rogers, Maynard Ferguson, Bill Holman, Shelly Manne, Marty Paich, Barney Kessel, André Previn, Quincy Jones, Wardell Gray, Jack Sheldon en Chet Baker. Zijn echtgenote Lorraine werkte als pianist in de Lighthouse Jazz Club, en speelde met Miles Davis, Dizzy Gillespie, Charlie Parker, Stan Getz, Zoot Sims, Jack Teagarden, Bill Holman en als begeleider van zanger Kay Starr. Geller nam in die periode drie lp's op als orkestleider, bij EmArcy. Daarnaast ook met Dinah Washington, Max Roach, Clifford Brown, Clark Terry, Maynard Ferguson en Kenny Drew.
In 1955 kreeg Geller wereldwijde erkenning door zijn opnames met Clifford Brown. Later werkte hij nog in de bands van Louie Bellson en Benny Goodman.
Na het overlijden van zijn echtgenote Lorraine Walsh in 1958 kampte Geller met een depressie. Op een Braziliaanse tournee met het Benny Goodman Orchestra besliste Geller om niet meer terug te keren naar de VS. Hij bleef een tijdje langer dan voorzien in São Paulo, speelde er enkele weken bossanova in een plaatselijke club en trok toen naar Europa om er te gaan wonen en werken. Na Parijs, waar hij nog met de Belgische jazzgitarist René Thomas speelde, en Berlijn verhuisde hij midden jaren 60 naar Hamburg. Daar speelde hij bijna 30 jaar in de bigband van de Norddeutscher Rundfunk (NRD) en gaf les aan de Hamburgse Hochschule für Musik. Hij overleed er op 85-jarige leeftijd aan de gevolgen van maligne lymfoom.

## Discografie

### Als orkestleider
- 1954: The Herb Geller Sextette - EmArcy
- 1955: Outpost Incident - EmArcy
- 1955: The Gellers - EmArcy
- 1957: Fire In The West - Jubilee
- 1959: Gypsy - Capitol
- 1963: Alto Saxophone (Josie Records)
- 1975: Rhyme and Reason / Herb Geller Octet Featuring Mark Murphy & Earl Jordan - Atlantic
- 1975:  American In Hamburg - Nova
- 1984: Hot House (Circle Records)
- 1984: Fungi Mama (Circle Records)
- 1986: A Jazz Songbook - Enja
- 1989: Stax Of Sax - Fresh Sound - (reissue 1958)
- 1990: That Geller Feller - Fresh Sound - (reissue 1957)
- 1993: Herb Geller Quartet - V.S.O.P.
- 1996: Birdland Stomp - Fresh Sound
- 1996: Herb Geller Plays (Import - Japan Remastered - Limited Edition) Verve
- 1996: Plays The Al Cohn Songbook - HEP
- 1997: Playing Jazz - Fresh Sound
- 1998: You're Looking At Me - Fresh Sound
- 1998: I'll Be Back - HEP
- 1999: Hollywood Portraits - HEP
- 2002: To Benny And Johnny - HEP
- 2005: The Herb Geller Sextette - Membran Music - (reissue 1954)
- 2005: The Gellers - Membran Music - (reissue 1955)
- 2006: Herb & Lorraine Geller: Two Of A Kind - Complete Recordings 1954 - 1955 – (reissue)
- 2006: Plays The Arthur Schwartz Songbook - HEP
- 2007: Herb Geller at the Movies – HEP

### MetChet Baker
- The Trumpet Artistry of Chet Baker (Pacific Jazz, 1953)
- Grey December (Pacific Jazz, 1953 [1992])
- My Favourite Songs Vols. 1 and 2: The Last Great Concert - Enja - 1988
- My Funny Valentine - Philology
- Pacific Jazz Years Capitol
- The Best of Chet Baker Plays - Capitol - 1992

### MetClifford Brown
- Best Coast Jazz (Emarcy, 1954)
- Clifford Brown All Stars (EmArcy, 1954 [1956])
- Jam Session (EmArcy, 1954) - met Maynard Ferguson en Clark Terry

### MetMaynard Ferguson
- Jam Session featuring Maynard Ferguson (EmArcy, 1954)
- Dimensions (EmArcy, 1955)
- Maynard Ferguson Octet (EmArcy, 1955)

### Andere
- Clifford Brown, The Ultimate Clifford Brown - Verve - 1998
- Bravissimo II - 50 Years NDR Bigband - ACT - 1998
- Clifford Brown, Best Coast Jazz - Verve (Japan) - 1996
- Mel Tormé, Mel Tormé Collection - Rhino -1996
- Ella Fitzgerald, Love Songs: Best of the Verve Song Books - Verve - 1996
- Anita O‘Day, Compact Jazz - Verve - 1993
- Various Artists, The Complete Cole Porter Songbooks - Verve - 1993
- Dinah Washington, First Issue: The Dinah Washington Story (The Original Recordings) Verve - 1993
- Blue Night Special Milan - 1993
- Clifford Brown, Jazz Round Midnight - Verve - 1993
- Rolf Kühn, Big Band Connection - Milan - 1993
- Dinah Washington, Jazz‚ 'Round Midnight - Verve - 1993
- Various Artists, Compact Jazz: Best of the Jazz Vocalists - PolyGram - 1992
- Various Artists, RCA Victor Jazz: the First Half- century - the Twenties through the Sixties - RCA - 1992
- Quincy Jones, This Is How I Feel About Jazz - GRP - 1992
- Dinah Washington, Complete Dinah Washington on Mercury, Vol. 3 (1952–1954) - Verve - 1992
- Anita O‘Day, Anita O‘Day Sings the Winners - Verve - 1991
- Clifford Brown, Compact Jazz: Clifford Brown - Verve - 1991
- Benny Goodman, Yale Recordings, Vols. 1- 6 - Musicmasters - 1991
- Marty Paich, The Picasso of Big Band Jazz - Candid - 1990
- Phil Wilson, The Wizard of Oz Suite - Capri -1989
- Benny Carter, Over the Rainbow - Musicmasters - 1988
- Dinah Washington, Dinah - Verve - 1962
- Art Pepper, Art Pepper + Eleven: Modern Jazz Classics - Original Jazz Classics - 1959
- Art Pepper, Art Pepper, Plus Eleven - Analogue Productions - 1959
- All That Jazz (The Hi-Lo's) - Collectors‘ Series - 1995
- Ella Fitzgerald, The First Lady of Song - Verve - 1958
- Bill Holman, In a Jazz Orbit - V.S.O.P. - 1958
- Jimmy Rowles, Weather In A Jazz Vane - V.S.O.P - 1958
- Benny Goodman, Yale Recordings, Vol. 8 - Musicmasters – 1957
- John Williams, Here's What I'm Here For - Discovery / Antones - 1957
- Don Fagerquist, Music to Fill a Void - V.S.O.P - 1957
- Anita O'Day, Pick Yourself up with Anita O'Day - Verve - 1956
- Benny Goodman, B.G. World Wide - TCB Music (SWI) - 1956
- Dinah Washington, Dinah Jams - Verve - 1955
- Bill Holman, The Bill Holman Octet - Capitol - 1954
- Lorraine Geller, Lorraine Geller Memorial - Fresh Sound - 1954
- Clifford Brown, Clifford Brown Allstars - Emarcy - 1953
- Various Artists, The Best of Chess Jazz - MCA - 1950
- Various Artists, Best of the Big Bands: Compact Jazz - Verve
- Jazz‚ 'Round Midnight (Saxophone) - Verve
- Benny Goodman, Swing Swing Swing, Vol. 1- 5 Musicmaster
- Ralph Pena, Master Of The Bass - V.S.O.P.
- Manny Albam Jazz Lab Vol. 12 - MCA Coral - 1957
- Manny Albam, Jazz Greats of Our Time, Vol.2. - Coral
- John Graas Septet And Nonet Jazz Lab Vol. 19 - MCA Coral
- Klaus Weiss Orchestra, I Just Want to Celebrate - BASF - 1971
- Herbie Fields, Jazz Lab. Vol.9 - MCA Coral 1954
- Jack Millman, Jazz Lab. Vol. 11 - MCA Coral 1955
- Gene Krupa and His Orchestra, That Drummer's Band - Verve
- Benny Goodman Orchestra, Santiaga De Chile 1961 - TCB Records
- Clarke - Boland Big Band, Change Of Scenes - Ex Libris - 1971
- Americans in Europe Vol. 1 (Impulse!, 1963)
- The Alpin Power Plant Recorded in Switzerland - MPS - 1972
- Peter Herbolzheimer Rhythm Combination and Brass, Wide Open - MPS - 1973
- Peter Herbolzheimer Rhythm Combination and Brass, Peter Herbolzheimer Masterpieces - MPS
- Shelly Manne, Shelly Manne and His Men Play Peter Gunn - OJC - Fantasy
- Shorty Rodgers And His Giants, A Portrait Of Shorty - RCA
- Howard Rumsey, Howard Rumsey's Lighthouse Allstars - OJC - Fantasy
- Stan Kenton‘s Small Group, Plays Bob Graetinger: City Of Glass - Capitol
- Klaus Weiss Orchestra, Live At The Domicile - ATM Records
- Bill Smith Quintet, Americans In Europe - Impulse
- Bob Florence And His Orchestra, Name Band: 1959 - Fresh Sound
- Barney Kessel And His Orchestra, Barney Kessel Plays Carmen - OJC Fantasy
- Jan Lundgren Trio with Herb Geller, Stockholm Get Together - Fresh Sound 1994
- Nils Gessinger, Ducks 'N Cookies - GRP - 1995
- Wolfgang Schlüter with The NDR Big Band, Good Vibrations - Extra Records And Tapes
- Inga Rumpf With The NDR Big Band, It‘s A Man‘s World - Extra Records And Tapes

- Bibsys: 6024725
- Biblioteca Nacional de España: XX1597289
- Bibliothèque nationale de France: cb13894379w (data)
- Gemeinsame Normdatei: 134383095
- International Standard Name Identifier: 0000 0000 5513 5958
- Library of Congress Control Number: n83021405
- MusicBrainz: ad41e234-0469-440f-8de6-587b6c48e8b9
- Nederlandse Thesaurus van Auteursnamen: 074816845
- Istituto Centrale per il Catalogo Unico: LO1V342318
- Système universitaire de documentation: 086913557
- Virtual International Authority File: 21049654
- WorldCat: E39PBJmhMdjpHxdprHhfYpvJXd